# Pueblo ávaro
Los ávaros (del griego Άβαροι Abaroi) fueron un pueblo nómada de Eurasia de posible origen tungús que emigró hacia Europa central y oriental en el siglo VI. Dominaron la llanura panónica hasta principios del siglo IX. También conocidos como Varkonitas (Ουαρχωννιται) u Obri (О́бры), se ubican en las primeras referencias historiográficas, en torno a las estepas del Asia Central, emigrando posteriormente al extremo más occidental de las estepas pónticas (Hungría), por lo que no deben confundirse con los ávaros caucásicos. Las fuentes para el estudio de su posible etnicidad, son aún controvertidas, aunque en las últimas décadas, algunos autores se postulan en torno a una posible adscripción dentro de la familia de lenguas túrquicas: más concretamente, en torno al grupo ogur.

## Origen

### Ávaros y pseudo-ávaros
La primera referencia clara al etnónimo de los ávaros proviene de Prisco el Retórico (muerto después del 472 d. C.). Prisco cuenta que, hacia el año 463, los Šaraguros, onoguros y oguros fueron atacados por los sabires, que habían sido atacados por los ávaros. A su vez, los ávaros habían sido ahuyentados por personas que huían de "los grifos devoradores de hombres" que venían del "océano" (Priscus Fr 40). Aunque los relatos de Prisco proporcionan cierta información sobre la situación etnopolítica en la región Don-Kuban-Volga tras la desaparición de los hunos, no se puede llegar a conclusiones inequívocas. Denis Sinor ha argumentado que, sean quienes sean los "ávaros" a los que se refiere Prisco, se diferenciaban de los ávaros que aparecen un siglo más tarde, en la época de Justiniano (que reinó del 527 al 565).
El siguiente autor que habló de los ávaros, Menandro Protector, apareció durante el siglo VI, y escribió sobre las embajadas de Göktürk a Constantinopla en 565 y 568 d. C. Los Turcos se mostraron enfadados con los bizantinos por haber hecho una alianza con los ávaros, a los que los turcos veían como sus súbditos y esclavos. Turxanthos, un príncipe turco, llama a los ávaros "varchonitas" y "esclavos escapados de los turcos", que contaban con "unos 20 mil" (Menandro Fr 43).
Muchos más detalles, aunque algo confusos, provienen de Teofilacto Simocates, que escribió hacia el año 629, describiendo las dos últimas décadas del siglo VI. En particular, afirma citar una carta de triunfo del señor turco Tamgan:

Porque este mismo Chagan había superado de hecho al líder de la nación de los Abdali (quiero decir, de hecho, de los Heftalitas, como se les llama), lo conquistó y asumió el gobierno de la nación.

Entonces él... esclavizó a la nación Avar.
Pero que nadie piense que estamos distorsionando la historia de estos tiempos porque suponga que los ávaros son aquellos bárbaros vecinos de Europa y Panonia, y que su llegada fue anterior a los tiempos del emperador Mauricio. Los bárbaros del Ister recibieron el nombre de ávaros por un error de denominación; el origen de su raza será revelado en breve.
Así, cuando los ávaros fueron derrotados (pues volvemos al relato), algunos de ellos escaparon a los que habitan Taugast. Taugast es una ciudad famosa, que está a un total de mil quinientas millas de distancia de los que se llaman turcos, ... Otros de los ávaros, que declinaron a una fortuna más humilde a causa de su derrota, llegaron a los que se llaman Moukri; esta nación es la vecina más cercana a los hombres de Taugast;
Luego los chaganes se embarcaron en otra empresa, y sometieron a todos los ogur, que es una de las tribus más fuertes por su gran población y su entrenamiento armado para la guerra. Éstos tienen sus asentamientos en el este, junto al curso del Til, que los turcos acostumbran a llamar Melas. Los primeros líderes de esta nación se llamaban Var y Chunni; de ellos se derivó también su nomenclatura, llamándose Var y Chunni.
Luego, mientras el emperador Justiniano estaba en posesión del poder real, una pequeña parte de estos Var y Chunni huyó de esa tribu ancestral y se estableció en Europa. Estos se autodenominaron ávaros y glorificaron a su líder con el apelativo de Chagan. Declaremos, sin apartarnos en lo más mínimo de la verdad, cómo les llegó el medio de cambiar su nombre.
Cuando los barsilos, onoguros, sabiros, y otras naciones hunas además de éstas, vieron que una parte de los que aún eran Var y Chunni habían huido a sus regiones, se sumieron en un pánico extremo, ya que sospechaban que los colonos eran ávaros. Por esta razón, honraron a los fugitivos con espléndidos regalos y supusieron que recibían de ellos seguridad a cambio.

Entonces, después de que los Var y los Chunni vieran el buen comienzo de su huida, se apropiaron del error de los embajadores y se llamaron a sí mismos ávaros: pues entre las naciones escitas se dice que la de los ávaros es la tribu más adepta. De hecho, hasta nuestros días, los pseudoávaros (ya que es más correcto referirse a ellos así) están divididos en su ascendencia, ya que algunos llevan el nombre consagrado de Var mientras que otros se llaman Chunni.
Teofilacto Simocatta, Historiae

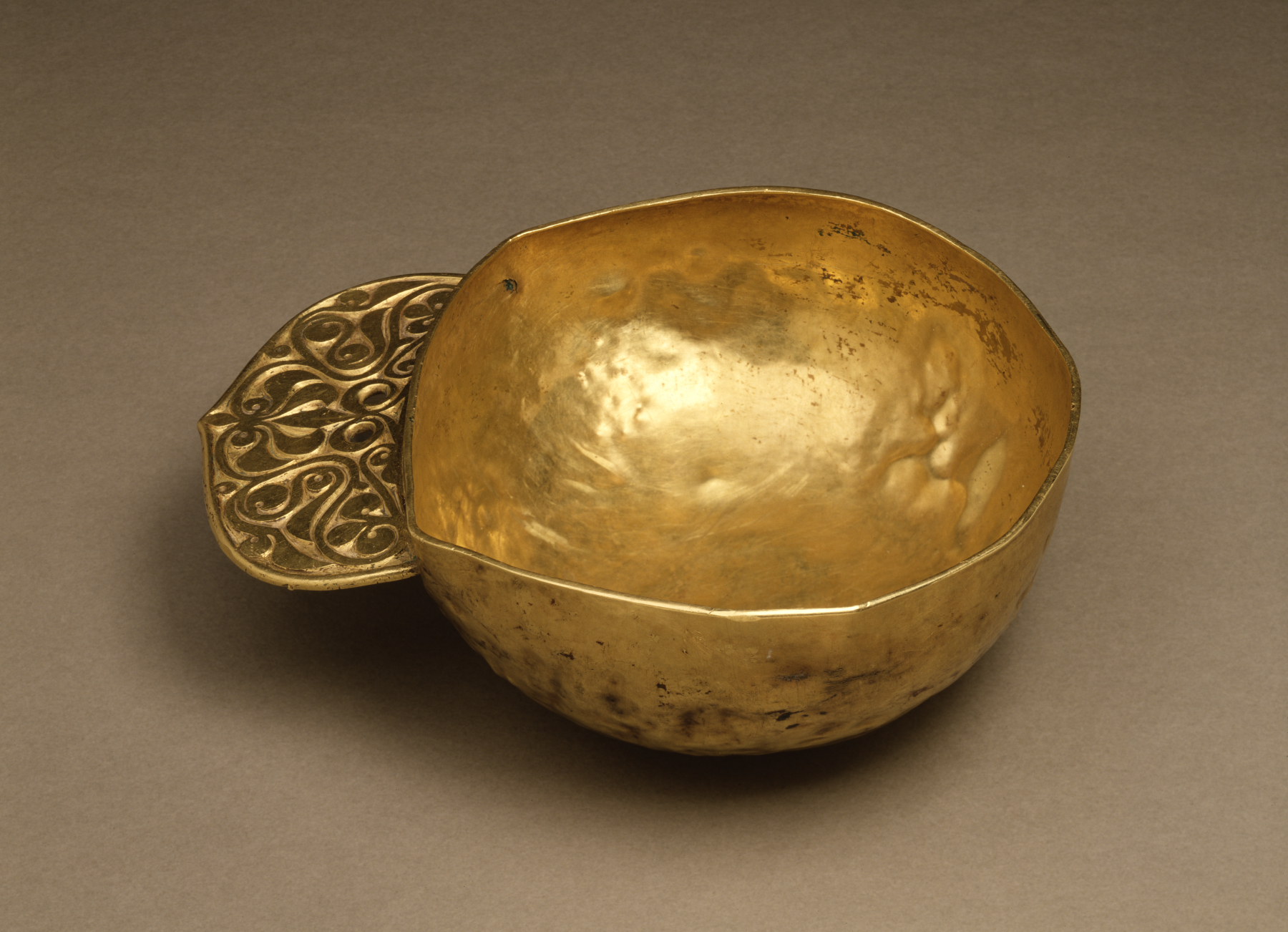
Tazón de oro de los ávaros, encontrado en la actual Albania.

Según la interpretación de Dobrovits y Nechaeva, los turcos insistieron en que los ávaros eran sólo "pseudoávaros", para presumir de ser la única potencia formidable en la estepa euroasiática. Los Göktürks afirmaban que los "verdaderos ávaros" seguían siendo leales súbditos de los turcos, más al este. Un nombre político *(A)Par 𐰯𐰻 fue efectivamente mencionado en inscripciones en honor a Kul Tigin y Bilge Qaghan, sin embargo, en las fuentes armenias (Egishe Vardapet, Ghazar Parpetsi, y Sebeos) Apar parece indicar "un área geográfica (Khorasan), lo que podría también insinuar una formación política una vez allí"; además, "'Apar-shar', es decir, el país de los Apar fue nombrado posiblemente por los heftalitas, estos últimos conocidos como 滑 MC *ɦˠuɛt̚ > Ch.Huá en las fuentes chinas. Aun así, *Apar no podría vincularse a los ávaros europeos, sin perjuicio de cualquier vínculo, si lo hubiera, entre los heftalitas y los roranos. Además, Dobrovits ha cuestionado la autenticidad del relato de Teofilacto. Así, ha argumentado que Teofilacto tomó prestada la información de los relatos de Menandro sobre las negociaciones bizantino-turcas para satisfacer las necesidades políticas de su época, es decir, para castigar y ridiculizar a los ávaros durante una época de tensas relaciones políticas entre bizantinos y ávaros (coincidiendo con las campañas del emperador Mauricio en el norte de los Balcanes).

### Uar, Rouran y otros pueblos de Asia Central
Según algunos estudiosos, los ávaros de Panonia se originaron en una confederación formada en la región del Mar de Aral, por los Uar (también conocidos como los Ouar, Warr o Var) y los Xūn (Xionitas) (también conocidos como los Chionitae, Chunni, Hunni, Yun y nombres similares). Los uar eran probablemente hablantes de una lengua urálica anteriormente, mientras que los xionitas habían sido probablemente hablantes de lenguas y/o turcas. Una tercera tribu afiliada anteriormente a los uar y xionitas, los heftalitas, había permanecido en Central y el norte de Asia Meridional. En algunas transliteraciones, el término Var se traduce como Hua, que es un término chino alternativo para los heftalitas. (Aunque una de las ciudades más importantes para los heftalitas era Walwalij o Varvaliz, también puede ser un término de iraní para "fortaleza superior".) Los ávaros de Panonia también eran conocidos por nombres como Uarkhon o Varchonites - que pueden ser un portmanteau combinando Var y Chunni.
El historiador del siglo XVIII Joseph de Guignes postuló un vínculo entre los ávaros de la historia europea con el kaganato de Rouran de Asia interior basándose en una coincidencia entre la carta de Tardan Khan a Constantinopla y los acontecimientos registrados en las fuentes chinas, en particular el Wei Shu y el Bei Shi'. Las fuentes chinas afirman que Bumin Qaghan, fundador del Primer Jaganato Turco, derrotó a los Rouran, algunos de los cuales huyeron y se unieron al Wei Occidental. Más tarde, el sucesor de Bumin, Muqan Qaghan, derrotó a los heftalitas y a los turcos Tiele. Superficialmente, estas victorias sobre los tiele, los ruanos y los heftalitas se hacen eco de una narración en el Teofilacto, que se jacta de las victorias de Tardán sobre los heftalitas, los ávaros y los ogures. Sin embargo, las dos series de acontecimientos no son sinónimos: los hechos de este último tuvieron lugar durante el gobierno de Tardan, c. 580-599, mientras que las fuentes chinas que se refieren a la derrota turca de los roranos y otros pueblos de Asia Central ocurrieron 50 años antes, en la fundación del primer kanato turco. Por este motivo, el lingüista János Harmatta rechaza la identificación de los ávaros con los ruanos.
Según Edwin G. Pulleyblank, el nombre Avar es el mismo que el prestigioso nombre Wuhuan en las fuentes chinas. Varios historiadores, entre ellos Peter Benjamin Golden, sugieren que los ávaros son de origen túrquico, probablemente de la rama ogur. Otra teoría sugiere que algunos de los ávaros eran de origen tungúsico. Un estudio de Emil Heršak y Ana Silić sugiere que los ávaros tenían un origen heterogéneo, que incluía sobre todo grupos turcos (oghuric) y mongólicos. Más tarde, en Europa, algunos grupos germánicos y eslavos se asimilaron a los ávaros. Llegaron a la conclusión de que se desconoce su origen exacto, pero afirman que es probable que los ávaros estuvieran originalmente compuestos principalmente por tribus túrquicas (ogures).

### Dinámica del imperio estepario y etnogénesis

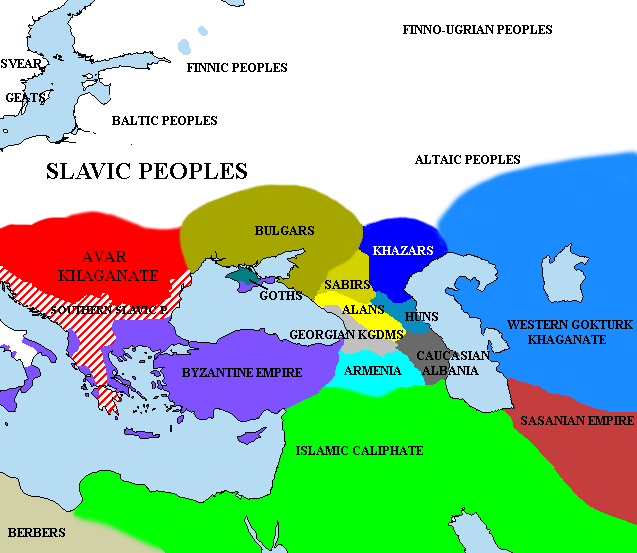
La estepa póntica, c. 650, mostrando los primeros territorios de los jazares, los búlgaros y los ávaros.

En 2003, Walter Pohl resumió la formación de los imperios nómadas:
1. Muchos imperios esteparios fueron fundados por grupos que habían sido derrotados en anteriores luchas de poder, pero que habían huido del dominio del grupo más fuerte. Los ávaros eran probablemente una facción perdedora previamente subordinada a la (legítima) clan ashina en el kaganato turco occidental, y huyeron al oeste del Dniéper.
2. Estos grupos solían ser de origen mixto, y cada uno de sus componentes formaba parte de un grupo anterior.
3. En el proceso fue crucial la elevación de un khagan, que significaba una reclamación de poder independiente y una estrategia expansionista. Este grupo también necesitaba un nuevo nombre que diera un sentido de identidad a todos sus seguidores iniciales.
4. El nombre de un nuevo grupo de jinetes esteparios se tomaba a menudo de un repertorio de nombres prestigiosos que no denotaban necesariamente ninguna afiliación directa o descendencia de grupos del mismo nombre; en la Alta Edad Media, los hunos, los ávaros, los búlgaros y los ogures, o los nombres relacionados con el -(o)gur (cutriguros, utiguros, onoguros, etc.), eran los más importantes. En el proceso de atribución de nombres intervienen tanto la percepción de los forasteros como la autodesignación. Estos nombres también estaban relacionados con tradiciones prestigiosas que expresaban directamente las pretensiones y los programas políticos, y debían ser refrendados por el éxito. En el mundo de la estepa, donde las aglomeraciones de grupos eran más bien fluidas, era vital saber cómo enfrentarse a un poder recién surgido. La jerarquía simbólica de prestigio expresada a través de los nombres proporcionaba cierta orientación tanto a amigos como a enemigos.
Este punto de vista se refleja en hu. "La etnogénesis de los pueblos altomedievales de origen estepario no puede concebirse de forma lineal única debido a su gran y constante movilidad", sin que exista un "punto cero" etnogenético, un "proto-pueblo" teórico o una proto-lengua. Además, la identidad de los ávaros estaba fuertemente ligada a las instituciones políticas ávaras. Los grupos que se rebelaron o huyeron del reino de los ávaros nunca pudieron llamarse "ávaros", sino que fueron denominados "búlgaros". Asimismo, con la desaparición final del poder de los ávaros a principios del siglo IX, la identidad ávara desapareció casi instantáneamente.

### Antropología

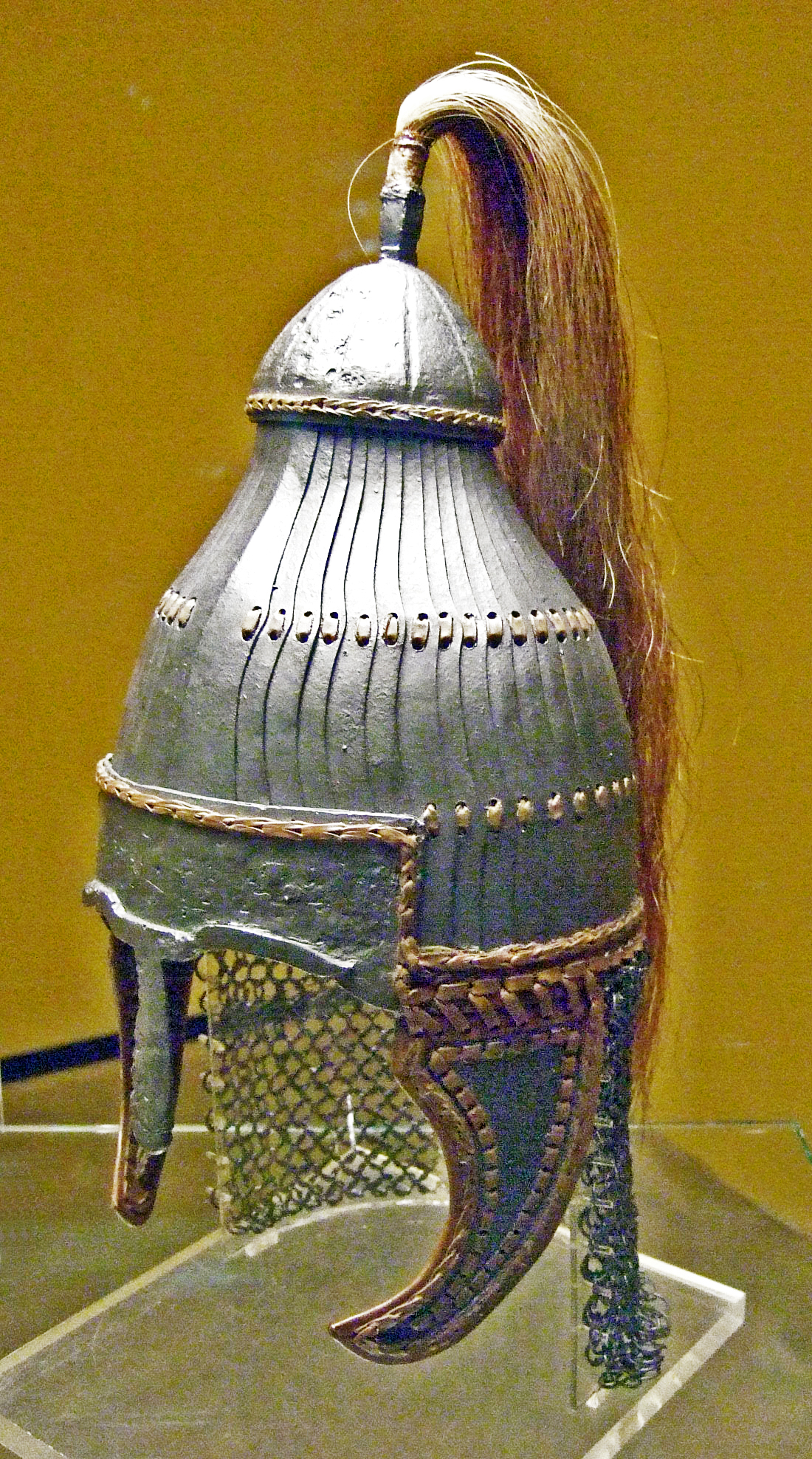
Reconstrucción de un casco laminar de Niederstotzingen. Fechado entre 560 y 600 d.C. Se considera un casco laminar Avar.

En el arte contemporáneo, los ávaros eran representados a veces como arqueros montados, cabalgando hacia atrás sobre sus caballos. Según los antropólogos físicos de mediados del siglo XX, como Pál Lipták, los restos humanos de la primera época de los ávaros (siglo VII) tenían en su mayoría rasgos "europoides", mientras que los objetos funerarios indicaban vínculos culturales con la estepa euroasiática. Los cementerios fechados a finales del periodo ávaro (siglo VIII) incluían muchos restos humanos con rasgos físicos típicos de personas de Asia oriental o euroasiáticos (es decir, personas con ascendencia tanto asiática como europea). En aproximadamente un tercio de las tumbas de los ávaros del siglo VIII se encontraron restos con rasgos de Asia oriental o euroasiáticos. Según Lipták, el 79% de la población de la Región Danubio-Tisza durante el periodo ávaro mostraba características europoides. Sin embargo, Lipták utilizó términos raciales que más tarde se desecharon o se consideraron obsoletos, como "mongoloide" para el noreste asiático y "Turánida" para los individuos de ascendencia mixta.) Varias teorías sugieren que la clase dirigente de los ávaros era de Tungúsico de Asia oriental o de origen parcialmente tungúsico.

### Genética
Un estudio genético publicado en Scientific Reports en septiembre de 2016 examinó el ADNmt de 31 personas enterradas en la cuenca de los Cárpatos durante el período de los ávaros, entre los siglos VII y IX d. C. Se descubrió que en su mayoría eran portadores de haplogrupos europeos como el H, el K, el T y el U, mientras que ca. El 15% portaba haplogrupos asiáticos como el C, el M6, el D41c y el F1a. Su ADNmt resultó ser principalmente característico de Europa del Este y del Sur.
Un estudio genético publicado en el American Journal of Physical Anthropology en 2018 examinó a 62 individuos enterrados en los siglos VIII y IX d. C. en un entierro ávaro-eslavo en Cífer-Pác, Eslovaquia. De las 46 muestras de ADNmt extraídas, el 93,48% pertenecía a linajes euroasiáticos occidentales, mientras que el 6,52% pertenecía a linajes euroasiáticos orientales. La cantidad de linajes euroasiáticos orientales era mayor que entre las poblaciones europeas modernas, pero menor que lo que se ha encontrado en otros estudios genéticos sobre los ávaros. El ADNmt de los individuos examinados resultó ser bastante similar al de los eslavos medievales y modernos, y se sugirió que la población mixta examinada había surgido a través de matrimonios mixtos entre varones ávaros y mujeres eslavas.
Un estudio genético publicado en Scientific Reports en noviembre de 2019 examinó los restos de 14 varones ávaros. Once de ellos fueron datados en el período Avar temprano, y tres en el período Avar medio y tardío. Se encontró que los once varones ávares tempranos eran portadores de los haplogrupos paternos N1a1a1a3 (cuatro muestras), N1a1a (dos muestras), R1a1b2a (dos muestras), C2, G2a y I1. Los tres varones datados en el periodo Avar medio y tardío portaban los haplogrupos paternos C2, N1a1a1a3 y E1b1a1b1a. En definitiva, en su mayoría portaban "haplogrupos Y euroasiáticos orientales típicos de las poblaciones modernas del noreste de Siberia y buryat". Se determinó que todos los ávaros estudiados tenían ojos oscuros y pelo oscuro, y se comprobó que la mayoría de ellos eran principalmente de origen Asia oriental.
Un estudio genético publicado en Scientific Reports en enero de 2020 examinó los restos de 26 individuos enterrados en varios cementerios de élite de los ávaros en la cuenca de Panonia fechados en el siglo VII d. C.. El ADNmt de estos ávaros pertenecía en su mayoría a haplogrupos de Asia Oriental, mientras que el ADN-Y era exclusivamente de origen asiático oriental y "sorprendentemente homogéneo", perteneciendo a los haplogrupos N-M231 y Q-M242. Las pruebas sugieren que la élite de los ávaros fue en gran medida patrilineal y endógama durante un período de alrededor de un siglo, y entró en la cuenca de Panonia a través de migraciones desde Asia oriental que involucraron tanto a hombres como a mujeres. Otro estudio de 2020, pero de restos de Xiongnu en Asia oriental, descubrió que los Xiongnu tenían un considerable componente de ascendencia "occidental" (relacionada con Irán) y compartían ciertos haplotipos paternos (N1a, Q1a, R1a-Z94 y R1a-Z2124) y maternos con los posteriores hunos y ávaros, y sugirieron sobre esta base que descendían de los Xiongnu, que a su vez sugerían que descendían de los escitas-siberianos.
Un estudio genético publicado en la revista científica Cell en abril de 2022 analizó 48 muestras de la élite de los ávaros de Panonia de la época temprana, media y tardía, y descubrió que las primeras muestras de la élite eran de origen predominantemente del noreste de Asia, y alrededor de un 20-30% de ascendencia no europea de Eurasia Occidental (con el linaje paterno predominante N1a1a1a3a-F4205, con algunos subclados Q1a, Q1b, R1a, R1b y E1b), con una fuerte afinidad con los pueblos modernos que habitan la región desde las Montañas de Altái hasta el Amur, incluyendo una muestra histórica del Khaganate de Rouran y las de los períodos Xiongnu-Xianbei en la estepa de Asia oriental. Los individuos de Avar mostraron su mayor afinidad genética con los actuales pueblos mongólicos y tungúsicos, así como con los nivkhs. Los primeros individuos de la Élite Avar mostraron su mayor afinidad genética con los actuales pueblos mongólicos- y tungúsicos, así como con los nivjis. Las muestras posteriores de la élite de los ávaros mostraron un aumento de la ascendencia relacionada con Irán, lo que apunta a la continuación de las migraciones desde Asia Central o a una población globalmente heterogénea y a una mezcla posterior. Las muestras no elitistas de los ávaros eran, en general, cercanas o idénticas a las poblaciones preávaras de la cuenca de los Cárpatos, lo que sugiere la migración de un pequeño grupo de élite, que gobernaba sobre una gran mayoría local.
Un estudio genético publicado en la revista científica Current Biology en mayo de 2022 examinó 143 muestras de ávaro de varios periodos, incluyendo élites y plebeyos. Confirmó su origen paterno y materno del noreste asiático, siendo el N1a-F4205 el linaje paterno predominante y característico entre las muestras de ávaros de élite, junto con los remanentes locales y/o húnico-iranios incorporados Q1a2a1, R1a-Z94 y E-V13. Autosómicamente, cerca de la mitad de las muestras de élite ávara "conservaban genomas mongoles muy antiguos anteriores a la Edad de Bronce, con una ascendencia [del antiguo noreste asiático] de aproximadamente el 90%", y compartían una profunda ascendencia con los hunos europeos, pero aunque desde el período de los primeros ávaros comenzaron a mezclarse con poblaciones locales e inmigrantes relacionadas con los hunos-iraníes, "las personas con diferentes ascendencias genéticas parecían distinguirse, ya que las muestras con genomas relacionados con los hunos estaban enterradas en cementerios separados". En general, las muestras de ávaro analizadas eran de orígenes diversos, y menos de la mitad tenían cantidades variables de ascendencia del noreste de Asia. La mayor parte del genoma de los ávaros procedía de poblaciones locales europeas y no europeas de Eurasia occidental, presumiblemente de alanos u otros pueblos iraníes de las estepas póntico-caspianas. Los autores concluyeron que los ávaros descendían de un grupo diverso, que incorporaba ancestros xiongnu, hunos y relacionados con Irán.

## Historia

Mapa mostrando la localización del Kanato de los ávaros hacia 600 d. C.

Supuestamente, los ávaros se habrían dirigido hacia el oeste a mediados del siglo VI, tras la derrota de los heftalitas (hunos blancos) por los köktürk. Aunque inicialmente se dirigieron al Imperio romano de Oriente, fueron sobornados por el emperador Justiniano I y subyugaron a los cutriguros y utiguros, ramas tribales residuales de los hunos. Llegaron hasta Panonia como había hecho Atila un siglo antes y sometieron a la población eslava local. Incursionaron en la Galia donde se encontraron con la dura oposición de los francos, y el lugar no les pareció adecuado para su estilo de vida nómada, por  lo que centraron su atención en la llanura panónica, habitada en la época por dos pueblos germánicos, los lombardos y los gépidos. Aliados con los lombardos, destruyeron a los gépidos en 567 y establecieron un estado en el área del río Danubio. A continuación comenzaron a hostigar a los lombardos, quienes se vieron obligados a emigrar hacia el norte de la península itálica. El jefe de los ávaros en esta época se llamaba Bayan, y gobernó aproximadamente entre 565 y 600.
A comienzos del siglo VII los ávaros se aliaron con los persas en contra del Imperio bizantino y en 626 pusieron sitio a Constantinopla, aunque la denodada resistencia de sus habitantes les obligó a retirarse sin haber conseguido su objetivo y a regresar a Panonia.
En torno al año 630 Kubrat, un hombre de origen onoguro, perteneciente al clan Dulo, unió a varias ramas tribales sometidas por los ávaros y fundó un estado proto-búlgaro, que dominó extensas áreas al norte del mar Negro. Tras la muerte de Kubrat, sus sucesores se dispersaron producto de la presión de los jázaros. Estos sucesos hicieron que los ávaros perdieran el control de extensas zonas de la estepa póntica, aun así el Estado ávaro subsistió en Panonia hasta el siglo IX.
A comienzos del siglo IX, las discordias internas y las presiones exteriores comenzaron a minar el estado ávaro, que fue completamente destruido en la década de 810 por los francos de Carlomagno y los búlgaros, mandados por Krum. Se sabe que todavía se encontraban en Panonia en el año 871, pero desde entonces su nombre no vuelve a ser mencionado por los cronistas. Parecen haberse mezclado con los eslavos, que habían formado nuevos estados en la región: el principado de Nitra, en el norte (más tarde: Gran Moravia), y el Principado de Balatón, en el centro de Panonia.